# Akkerrand
Een akkerrand is de rand van een akker (een stuk omgewerkte grond waarop gewassen worden geteeld). 
De akkers worden gewoonlijk begrensd door sloten, wegen of afrasteringen, doordat de akker tot aan de uiterste randen in productie zijn genomen. Door het in intensief gebruikte landbouwgebieden aanleggen van een faunarand worden voor dieren een betere kans gegeven om te overleven. Er worden plaatsen geboden als nestgelegenheid, als foerageergebied en als rustgebied voor vogels, kleine zoogdieren en ongewervelden als insecten.
In Vlaanderen kan een landbouwer een beheerovereenkomst sluiten met de Vlaamse Landmaatschappij om akkerranden in te zaaien met gras, een mengsel van grassen of een mengsel van kruiden en grassen, met als doel een kwetsbaar landschapselement, zoals bossen en holle wegen, te beschermen tegen vervuiling door meststoffen en bestrijdingsmiddelen en tegen beschadiging door grondwerken.